# Cerro Challay
El cerro Challay es un cerro chileno, cuya cima define el límite entre la Región Metropolitana de Santiago y la Región de O'Higgins. Tiene una altura de 1.175 metros sobre el nivel del mar y está ubicado en una zona eminentemente agrícola rural. El cerro está a unos 50 kilómetros del centro de Santiago, en el sector de Angostura de Paine. A los pies de su ladera poniente pasa la ruta 5 Sur y se emplaza el casino Monticello, mientras que sus estribaciones orientales son atravesadas por la cuesta Chada.

## Descripción
Desde el punto de vista geográfico, el cerro Challay presenta el punto en donde se une la Cordillera de Los Andes con la Cordillera de la Costa, definiendo un paso natural llamado, desde los tiempos de la Colonia, Angostura de Paine. Es parte del cordón de Chada, una estribación septentrional del cajón del río Peuco que clausura la depresión intermedia separando la cuenca de Santiago de orientación norte-sur, de la cuenca de Rancagua, de orientación NNE.
Posee una cima cónica enteramente de roca y forma un desfiladero hacia el oeste, con pendientes menos pronunciadas hacia el oriente. Sus caras norte y sur son casi idénticas, siendo visibles en línea recta tanto desde la cumbre del cerro San Cristóbal en Santiago, como desde los cerros Trocalán-Orocoipo al sur de Rancagua. Hacia el oeste, el río Angostura lo separa del cordón de Cantillana por unos cuantos metros.
Geológicamente, tanto la petrografía como la edad de la secuencia superior del cerro Challay son consistentes con la franja occidental de la formación Abanico, mientras que las volcanitas ácidas infrayacentes son contemporáneas a la formación Las Chilcas.

## Historia
Su nombre proviene de la voz mapudungún, challa, que significa «olla». Esta información se complementa con el nombre que toma el sector al este del cerro, denominado Chada, que a su vez significa «taza» o «vaso». En la cima de una loma hay ruinas incaicas, similares a los pucarás de los cerros Chena de San Bernardo y La Compañía de Codegua, mientras que en su ladera nororiente se encuentra una cueva con dos entradas utilizada por los incas, quienes la denominaron Wayra Wasi («casa del viento»), que fue dinamitada, posiblemente durante la dictadura cívico-militar.
En 1989, el Instituto Geográfico Militar (IGM) propuso rebajar la cima del cerro Challay para mejorar la calidad de la ventilación natural de la cuenca de Santiago, propiciando la entrada de los vientos alisios provenientes del sur. Esta idea fue presentada por Roberto Castillo Viel, Brigadier Director del IGM, indicando que «este cerro ejerce el papel de biombo climático, impidiendo o limitando la entrada de vientos del sur». La idea fue reflotada en 2006 por el entonces director del IGM, Luis Alegría.